# Bisbat de Neyyattinkara
El bisbat de Neyyattinkara (llatí: Dioecesis Neyyattinkaraënsis) és una seu de l'Església catòlica a l'Índia, sufragània de l'arquebisbat de Trivandrum. Al 2016 tenia 153.760 batejats d'un total de 1.494.850 habitants. Actualment està regida pel bisbe Vincent Samuel.

## Territori
La diòcesi comprèn els taluks de Nedumangad i Neyyatinkara (a excepció de la franja costanera, al districte de Thiruvananthapuram, a l'estat de Kerala.
La seu arxiepiscopal és la ciutat de Neyyattinkara, on es troba la catedral de la Immaculada Concepció.
El territori s'estén sobre 1.497km² i està dividit en 76 parròquies.

## Història
La diòcesi va ser erigida el 14 de juny de 1996 mitjançant la butlla del papa Joan Pau II, prenent el territori de la diòcesi de Trivandrum ((avui arxidiòcesi). Originàriament era sufragània de l'arxidiòcesi de Verapoly.
El 3 de juny de 2004 passà a formar part de la província eclesiàstica de l'arxidiòcesi de Trivandrum.

## Cronologia episcopal
- Vincent Samuel, des del 14 de juny de 1996

## Estadístiques
A finals del 2016, la diòcesi tenia 153.760 batejats sobre una població de 1.494.850 persones, equivalent al 10,3% del total.
| any  | població | població  | població | sacerdots | sacerdots       | sacerdots       | sacerdots             | diaques | religiosos | religiosos | parroquies |
| ---- | -------- | --------- | -------- | --------- | --------------- | --------------- | --------------------- | ------- | ---------- | ---------- | ---------- |
| any  | batejats | total     | %        | total     | clergat secular | clergat regular | batejats por sacerdot | diaques | homes      | dones      |            |
| 1999 | 128.309  | 1.332.396 | 9,6      | 65        | 51              | 14              | 1.973                 |         | 23         | 190        | 59         |
| 2000 | 128.508  | 1.332.396 | 9,6      | 67        | 49              | 18              | 1.918                 |         | 27         | 202        | 59         |
| 2001 | 129.135  | 1.334.676 | 9,7      | 74        | 56              | 18              | 1.745                 |         | 27         | 216        | 59         |
| 2002 | 129.263  | 1.332.396 | 9,7      | 78        | 58              | 20              | 1.657                 |         | 29         | 220        | 59         |
| 2003 | 128.508  | 1.334.649 | 9,6      | 85        | 63              | 22              | 1.511                 |         | 30         | 223        | 62         |
| 2004 | 128.730  | 1.334.865 | 9,6      | 86        | 63              | 23              | 1.496                 |         | 31         | 232        | 63         |
| 2013 | 137.050  | 1.560.000 | 8,8      | 105       | 59              | 46              | 1.305                 |         | 77         | 306        | 72         |
| 2016 | 153.760  | 1.494.850 | 10,3     | 130       | 72              | 58              | 1.182                 |         | 93         | 304        | 76         |